# Die Peanuts

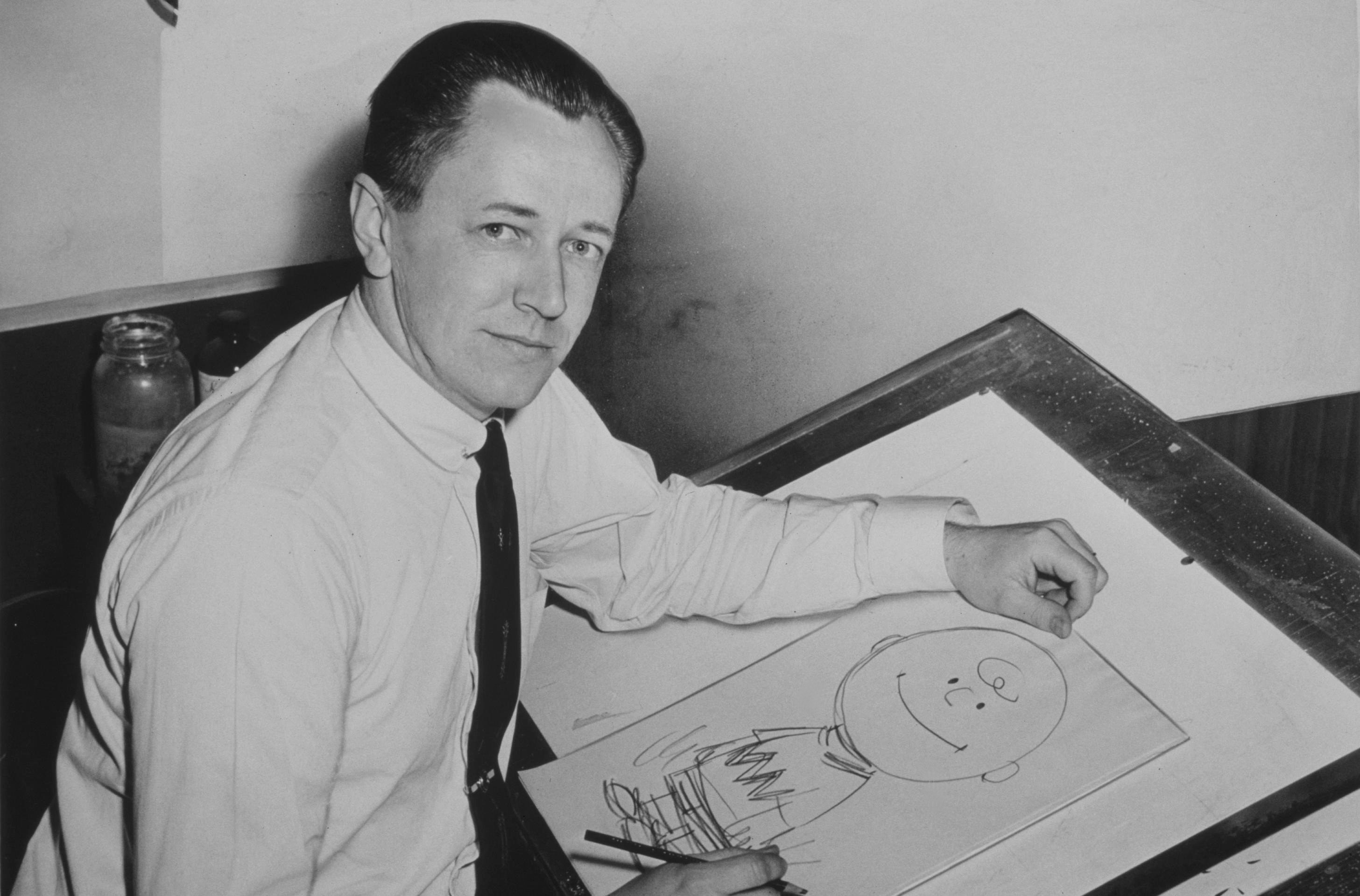
Charles M. Schulz, Autor und Zeichner der Peanuts (1956)

Die Peanuts ([ˈpinəts] ausgesprochen, engl. für Erdnüsse) ist der Titel einer erfolgreichen Comicserie. Der US-amerikanische Autor und Zeichner Charles M. Schulz (1922–2000) schilderte in seinen über Jahrzehnte hin täglich erschienenen Strips die Widersprüchlichkeiten menschlichen Lebens anhand einer Gruppe US-amerikanischer Vorstadtkinder. Erwachsene treten als handelnde Personen nur äußerst selten auf.
1947 gab es die ersten Veröffentlichungen unter dem Titel Li’l Folks (Kleine Leute) und zunächst einem Signum Sparky, Schulz’ Spitznamen. Seit dem 2. Oktober 1950 bis zum 13. Februar 2000 erschien die Serie unter dem Titel Peanuts (Kleinigkeiten; wörtlich: Erdnüsse). Am 12. Februar 2000, also einen Tag vor der Veröffentlichung des letzten Strips in den Sonntagszeitungen, starb Charles M. Schulz. Der Tod des Schöpfers der Zeichenserie wurde weltweit betrauert. Nach Schulz’ Willen sollte die Serie nicht mehr fortgesetzt werden, so wie es auch Hergé bei Tim und Struppi verfügt hatte.
Im Widerspruch dazu sind seit 2012 gleichwohl neue Geschichten in Comicform veröffentlicht worden. Vicki Scott hat diese Geschichten entwickelt und skizziert, Paige Braddock hat die Zeichnungen ausgeführt. 2014 ist beim Cross-Cult-Verlag/Toonfish der erste Band dieser Geschichten auf Deutsch erschienen (Peanuts – Auf zu den Sternen, Charlie Brown!). Alexis E. Fajardo ist als Chefredakteur von BOOM! Studios für die Comicserie verantwortlich und war hierfür auch als Colorist, Letterer und Inker tätig.
In Deutschland wurden die Peanuts in erster Linie von den Verlagen AAR und Krüger veröffentlicht. Jedoch wurden die Rechte zahlreiche Male in sogenannten Teilvermarktungsverträgen an andere Verlage übertragen.
Seit 2004 veröffentlicht der US-amerikanische Verlag Fantagraphics Books eine Peanuts-Gesamtausgabe namens The Complete Peanuts in 25 Bänden (zwei Jahre pro Band in chronologischer Reihenfolge). Der letzte Band der Edition, die Jahre 1999 und 2000, kam am 16. Mai 2016 auf den Markt. Die deutschsprachige Umsetzung Peanuts Werkausgabe erschien ab August 2006 mit ebenfalls zwei Jahren pro Band beim Carlsen Verlag. Der abschließende Band (1999 und 2000) erschien Ende 2018.
Der deutsche Literaturkritiker Denis Scheck nahm die Peanuts gar in seinen Kanon der 100 wichtigsten Werke der Weltliteratur auf. Er schrieb über sie: „Die Sorgen und Nöte der Peanuts sind kein billiger Ersatz, kein im kindgerechten Maßstab verkleinertes Modell der Menschenwelt, sondern das reale Welttheater kleiner und großer Leute selbst.“

## Figuren

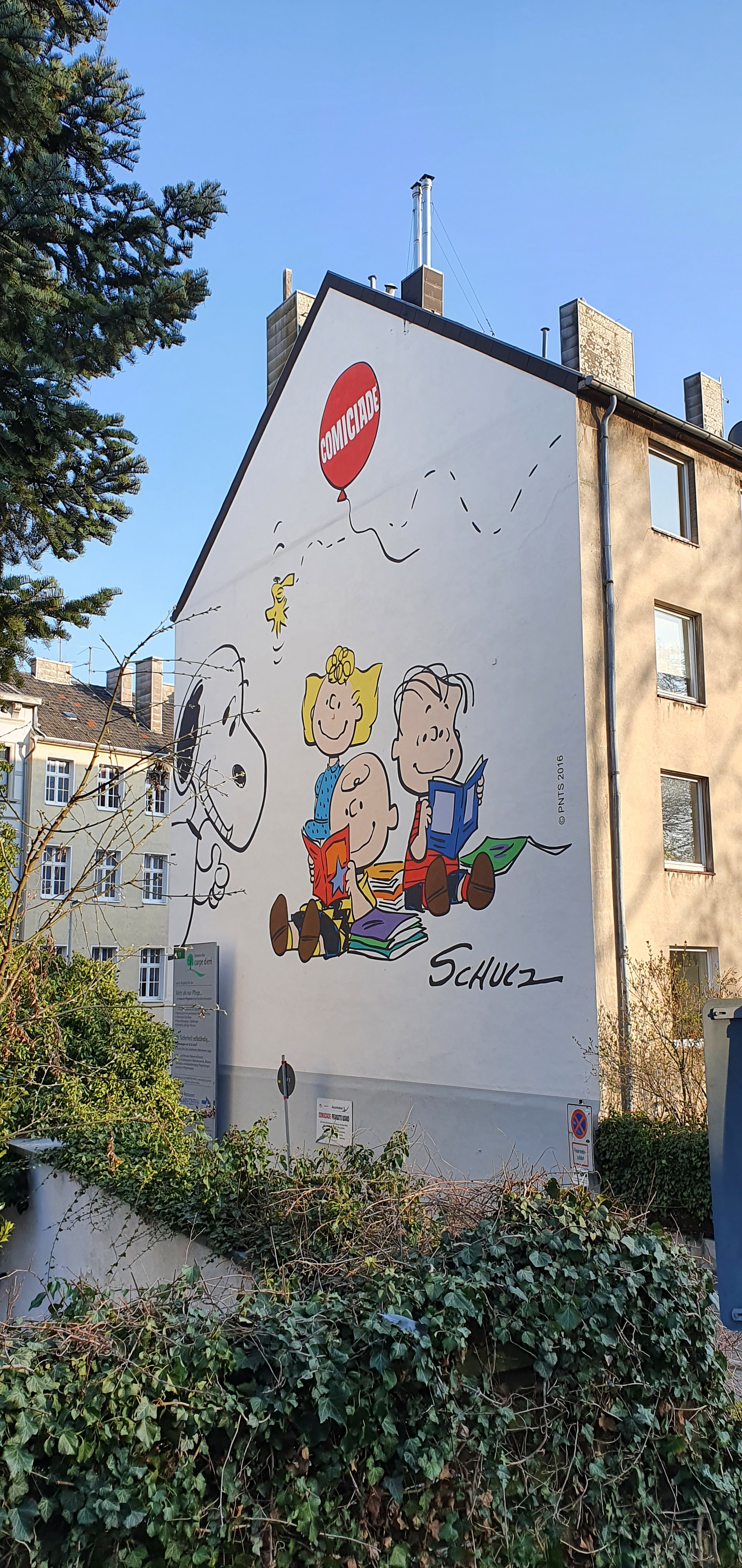
Peanuts-Mural in Aachen anlässlich der Comiciade 2016

### Charlie Brown
Charlie Brown ist in gewissem Sinne die Hauptfigur unter den Peanuts. Er ist der Sohn eines Friseurs und hat eine kleine Schwester namens Sally. Er ist ein glühender Verehrer des fiktiven Baseballspielers Joe Shlabotnik. Er besitzt den Hund Snoopy, dessen Verrücktheit und Versponnenheiten er gutmütig erträgt.
Charlie Brown ist ein ewiger Verlierer und Pechvogel, dessen Baseballmannschaft mit ihm als Manager fast nie gewinnt (ein Sieg wird ihnen zu allem Überfluss sogar noch aberkannt; in einer Comicfassung fängt Snoopy den entscheidenden Ball, nachdem Charlie ihn zunächst fallen lässt, und wird somit anstelle von Charlie vom Team als Sieger gefeiert). Außerdem landen seine Drachen regelmäßig im „drachenfressenden Baum“ (in einem Comic allerdings explodiert er, in einem anderen wird er komplett unter der Drachenschnur begraben und in wieder einem anderen versucht er sogar im Winter, Drachen steigen zu lassen).
Charlie Brown ist das Opfer böser Streiche aller Mädchen und ganz besonders Lucys, die ihm als Psychiaterin nicht helfen kann und ihm stattdessen regelmäßig den Football unter dem Fuß wegzieht. Lucy ist jedoch auch diejenige, die ihn psychologisch berät, obwohl sie für seine psychischen Probleme maßgeblich verantwortlich ist. Charlie Brown ist hoffnungslos in ein kleines, rothaariges Mädchen verliebt.
Deswegen bemerkt er nicht, dass sowohl Marcie als auch Peppermint Patty in ihn verliebt sind.
Charlie Brown ist ein ernsthaftes, unglückliches Kind und somit laut dem Zeichner Charles M. Schulz ein Abbild dessen eigener Kindheit.

### Snoopy

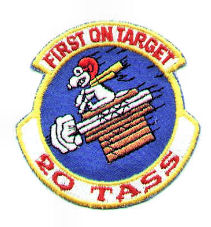
Snoopy in seiner Rolle als Fliegerass auf einem Aufnäher des 20th Tactical Air Support Squadron der USAF

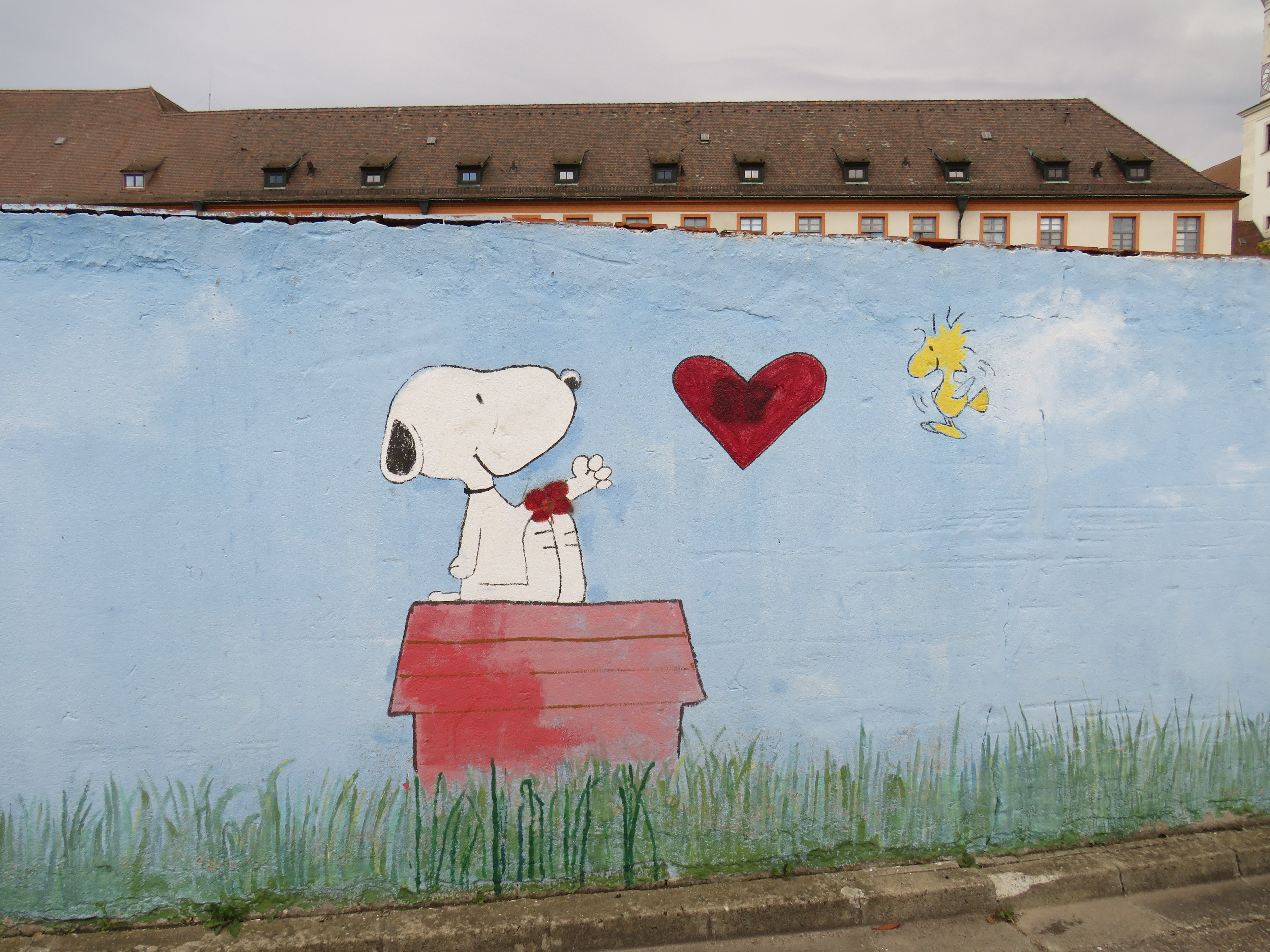
Snoopy-Graffito in Eichstätt; Snoopy ist hier zusammen mit seinem Vogel-Freund Woodstock und seiner roten Hundehütte abgebildet

Snoopy (engl. to snoop – „herumschnüffeln“) ist Charlie Browns Haushund, der sich nur selten artgerecht verhält. Meistens liegt der Beagle auf dem Dach seiner Hundehütte und geht philosophischen Gedanken nach, während er auf das Essen wartet, das der „kleine rundköpfige Junge“ (Charlie Brown) ihm bringt. Fehlt das Fressen, passiert es manchmal, dass ein Käfer sich in seinem Fressnapf befindet, der diesen mit einem Stadion verwechselt. Snoopy kann nicht reden, und er verständigt sich mit Gedanken und Tänzen („Das ist sein ‚Haha-Ihr-müsst-Schneeschippen-und-ich-nicht‘-Tanz“, Charlie Brown zu Linus) sowie schriftlich (in Comics unter anderem durch Schilder, die genau ausdrücken, was er sagen will).
Ansonsten lebt er in einer Phantasiewelt, in der er als das englische „Fliegerass des Ersten Weltkrieges“ in einer Sopwith Camel die Welt vor dem Roten Baron Manfred von Richthofen beschützt, als der „weltberühmte Supermarktkassierer“ („Genaugenommen gibt es auf der ganzen Welt nicht mehr als ein Dutzend weltberühmter Supermarktkassierer“) oder als der „weltberühmte Eistanztrainer“ agiert. In dem Zeichentrickfilm Ein Junge namens Charlie Brown von 1969 träumt Snoopy davon, wie er sich als eben dieser Kampfpilot in ein schweres kriegerisches Gefecht am Himmel stürzt, danach erwacht er schweißgebadet aus diesem nächtlichen Traum. Snoopy denkt gern an die Zeit zurück, als er als Eiskunstläufer zusammen mit Sonja Henie auftrat. Er trainiert Peppermint Patty für einen Eiskunstlaufwettbewerb und ist ein sehr strenger Coach. Beim Wettbewerb selbst ist er zuständig für die Musik aller Teilnehmerinnen und fährt in der Pause die Eisbearbeitungsmaschine.
Snoopys Abenteuer mit dem Roten Baron wurden später von der Rockgruppe The Royal Guardsmen in ihren Songs verarbeitet. Snoopy joggt, spielt Tennis, Eishockey und ist Chef der Pfadfindergruppe um Woodstock.
Außerdem ist er der Oster-Beagle und der erste Beagle auf dem Mond.
Als sein Alter Ego Joe Cool fährt er auch gerne Rollschuh, trägt eine dunkle Sonnenbrille und hält sich für den größten Surfer/Wellenreiter am Strand.
Snoopy ist kunstbegeistert. Er hatte sogar einen echten Vincent van Gogh, Sternennacht, in seiner Hundehütte hängen, der leider irgendwann – zusammen mit seinem Billardtisch – einem Brand zum Opfer fiel. Es gelang Snoopy aber, ihn durch ein Bild des amerikanischen Malers Andrew Wyeth zu ersetzen.
Er liest auch gerne. Irgendwann beginnt er Krieg und Frieden, allerdings nur ein Wort pro Tag. Dann legt er sich wieder auf seine Hütte und denkt darüber nach. Sein Ziel, Schriftsteller zu werden, scheitert zumeist an der Ignoranz der Verleger, die sein Werk ständig ablehnen. Dieses beginnt mit: „Es war eine dunkle und stürmische Nacht“ – womit Snoopy aus dem Roman Paul Clifford des britischen Autors Edward Bulwer-Lytton zitiert.
Snoopy hat sieben Geschwister, darunter seine Brüder Spike (der Dünne in der Wüste), Andy (der fluffig Pelzige, der immer noch auf dem Bauernhof wohnt, von dem die acht stammen), Olaf (der Dicke, der ebenfalls noch dort wohnt), Belle (das Mädchen) und Tupfen (sein verschollener Bruder; taucht nur einmal in einem Comic vom September 1982 auf). Sein bester Freund ist Woodstock. Sein ärgster Feind ist „die Katze von nebenan“, die dem Leser unsichtbar bleibt und die von ihm manchmal auch „World War II“ (Zweiter Weltkrieg) genannt wird.
Im Zeichentrickfilm Lauf um Dein Leben, Charlie Brown! von 1977 fährt Snoopy ein Motorrad, das dem Modell Captain America aus dem Film Easy Rider ähnelt. In dem Zeichentrickfilm Gute Reise, Charlie Brown von 1980 steuert Snoopy einen gemieteten blauen Citroën 2CV, umgangssprachlich Ente genannt. Wenn Snoopy etwas angestellt hat oder sich nicht benimmt, entfährt seinem seufzenden Herrchen Charlie Brown in den Filmen Ein Junge namens Charlie Brown, Lauf um Dein Leben, Charlie Brown! und Gute Reise, Charlie Brown augenrollend der Satz: „Warum kann ich keinen ganz normalen Hund haben wie alle anderen auch?“.

### Woodstock
Woodstock ist ein kleiner gelber Vogel und Snoopys bester Freund. Als dessen Sekretär kann er maschinenschreiben und stenographieren. Er selbst äußert nur unartikuliertes Gezwitscher, das durch kurze senkrechte Striche in den Sprechblasen dargestellt wird, doch wird der Inhalt meist von Snoopy für den Leser erschlossen, indem er es wiederholt oder drauf reagiert. Woodstock ist sehr chaotisch, aber dennoch sehr liebenswert.
Snoopy muss ihn auf Grund seiner mangelhaften Flugkünste hin und wieder aus seinem Wassernapf retten. Das liegt daran, dass seine Eltern das Nest, in dem er schlüpfte, auf dem Bauch des schlafenden Snoopy bauten. Als dieser keine Geduld mehr hatte, zog er das Nest weg, während Woodstock mit einem seiner Geschwister gerade Flugstunden machte. Damit zwang Snoopy die Vögel, trotz ihrer geringen Fertigkeiten in die Welt hinaus zu fliegen.
Woodstock ist außerdem in Snoopys Pfadfindergruppe, die er mit seinen Freunden Bill, Conrad und Oliver regelmäßig besucht.
Sein Name lehnt sich an den Ort des berühmten Musik-Festivals an.

### Sally Brown
Charlie Browns jüngere Schwester wird im Laufe der Serie geboren. Im amerikanischen Original ist dies am 26. Mai 1959. Sie ist in Linus verliebt, den sie ihr „Bambusbärchen“ oder „Schnuckiputzi“ nennt (was dieser jedoch ablehnt), und schämt sich häufig wegen ihres Bruders. Sally hasst die Schule und versucht immer wieder, durch fragwürdige Ausreden zu Hause zu bleiben. Dennoch ist sie gut in der Schule und würde gern älter sein.
Sally zeigt sich ziemlich resistent Belehrungen gegenüber und neigt dazu, ihren Bruder auszunutzen oder zu beeinflussen. Auch lässt sie keine Gelegenheit aus, sein Zimmer für sich zu beanspruchen – vor allem, wenn er im Ferienlager ist.
In den Comics spricht sie Charlie nie mit richtigem Namen an, sondern nennt ihn nur großer Bruder.

### Lucy van Pelt
Lucy hat zwar einen Arztstand, bei dem sie ihren Freunden – und sich selbst – für 5 Cent psychologischen Rat erteilt, ihr gefällt es jedoch auch, Charlie Brown und Linus zu unterdrücken. Sie schreckt dabei auch vor physischer Gewalt nicht zurück, unter anderem indem sie als Running Gag Charlie Brown stets den Football bei Fieldgoal Versuchen wegzieht. Sie macht sich auch einen Spaß daraus, ihrem kleinen Bruder kompletten Unsinn beizubringen. Im amerikanischen Original wirft sie ihm einmal vor, er sei dumm, weil er nicht wisse, warum die Bauern die Kühe nachts von der Weide (englisch: pasture) hereinholen. Sie erklärt ihm, dass sie das tun, weil die Kühe sonst pasteurisiert (englisch: pasteurized) werden. Linus antwortet, dass ihm das nie klar war („I never realized that.“).
Sie ist in Schroeder verliebt, an dessen Klavier sie häufig sitzt. Zu ihrem Leidwesen hat der Junge jedoch kein Interesse an ihr, und somit bringt sie ihn mit ihren Andeutungen stets zum Verzweifeln.
Außerdem ist sie eine miserable Baseball-Spielerin. In dieser Eigenschaft respektiert sie Charlie Brown jedoch als Trainer. Auch sorgt sie sich bei Charlie Browns ernster Erkrankung (1979) sehr um ihn.

### Linus van Pelt
Der kleine Bruder von Lucy ist der zweitbeste Freund von Charlie Brown nach Snoopy und die reifste Persönlichkeit unter den Peanuts. Häufig führen die beiden philosophische Gespräche. Von Linus stammt der Satz: „Von allen Charlie Browns der Welt bist du der Charlie Brownste.“ Zum Ärger seiner Oma und vor allem seiner Schwester Lucy ist er immer noch auf seine Schmusedecke angewiesen, hinter der in den Comics Snoopy immer wieder her ist. In dem Zeichentrickfilm Ein Junge namens Charlie Brown von 1969 erklärt Linus: „Diese Decke ist eine Lebensnotwendigkeit. Sie schützt mich und meine Nerven. Man könnte sie beinahe für Nerventabletten aus Wollstoff halten. Ohne meine geliebte Schmusedecke bin ich ein Garnichts. Ein Dampfschiff ohne Dampf.“ In diesem Film faltet Linus einen großen Papierflieger aus seiner Decke, den er durch ein Zimmer gleiten lässt, und spielt mit seiner Decke gemeinsam mit dem Hund Snoopy Torero und Stier. Die Decke kann er bei Bedarf auch als Waffe einsetzen, um zum Beispiel lästige Fliegen zu erschlagen, was ihm immer viel Respekt verschafft. Deshalb wagt es auch kaum jemand, sich über ihn lustig zu machen. Im Zeichentrickfilm Lauf um Dein Leben, Charlie Brown! von 1977 setzt Linus seine Decke als knallende Peitsche gegen eine Gruppe bösartiger Jungen ein. Im Zeichentrickfilm Gute Reise, Charlie Brown von 1980 benutzt er seine Decke, um sich in Frankreich aus dem Fenster eines brennenden Schlosses abzuseilen und als Sprungtuch für eine französische Austauschschülerin. Außerdem ist er sehr gut im Bauen von Sandburgen, die von Lucy stets aus Neid zerstört werden. Linus ist in seine Lehrerin Frl. Othmar verliebt und wartet jedes Jahr zu Halloween auf die Ankunft des Großen Kürbisses. Seine Religiosität ermöglicht es ihm, seiner Schwester zu beweisen, dass Seufzen biblisch ist (Röm 8,22–23 ). Trotz ihrer Unterdrückung liebt er seine Schwester sehr. Sein Berufsziel ist es, als kleiner Landarzt mit dem Porsche übers Land zu fahren und die Menschen zu heilen.
Schulz betrachtete Linus als sein spirituelles Alter Ego – seine Bibelrezitation wird zur Schlüsselszene im Film Die Peanuts – Fröhliche Weihnachten, und bei den Worten des Engels „Fürchtet euch nicht“ lässt Linus sogar seine schützende Schmusedecke los.

### Rerun van Pelt
Die letzte von Schulz eingeführte Hauptfigur war ein kleiner Bruder von Lucy und Linus (Letzterem sieht er sehr ähnlich).
Viele Strips zeigen ihn auf dem Fahrrad seiner Mutter, einer schlechten Fahrerin, deren Fahrweise ihm den letzten Nerv raubt, beim Basketballspielen, im Sandkasten, wie er Charlie Brown fragt, ob Snoopy mit ihm spielen will, oder beim Kartenspielen mit Snoopy.
Rerun wünscht sich nichts mehr als Basketballer zu werden und einen Hund, aber er hat noch keinen bekommen, weil Lucy und Linus strikt dagegen sind. Re-run bedeutet so viel wie „Wiederholung“.
Nach seiner Geburt sagt Lucy „Schon wieder ein kleiner Bruder! Alles, was du im Leben bekommst, sind Wiederholungen (re-runs)!“

### Schroeder
Schroeder verehrt Ludwig van Beethoven und spielt dessen Werke ausdauernd auf seinem Kinderklavier, dessen schwarze Tasten nur aufgemalt sind.
Aufgrund seines hingebungsvollen Klavierspiels bemerkt er Lucys Annäherungsversuche meist nicht. Auf Charlies Frage, wie er ohne schwarze Tasten all die komplizierten Stücke spielen könne, antwortet er völlig unbeirrt: „Ich übe viel“.
Er ist ein guter Freund von Charlie Brown und Mitglied in dessen Baseball-Team.
Den Namen „Schroeder“ entlehnte Charles M. Schulz von einem Jungen, mit dem er in seiner Jugend als Caddie gearbeitet hatte.
Schulz meinte sogar, Schroeder brauche irgendwie keinen Vornamen, da er noch nicht der große Musiker ist.

### Peppermint Patty
Benannt nach dem Markennamen einer Süßigkeit (ihr richtiger Name Patricia Reichardt wird so gut wie niemals genannt), kommt sie nicht direkt aus der Nachbarschaft von Charlie Brown und seinen Freunden.
Sie managt ein Baseball-Team, gegen das er ständig verliert, und sie trainiert ihn für einen Leichtathletikwettbewerb.
Sie steht in gewisser Weise für eine selbstständige, moderne Frau, ist sportlich (u. a. Baseball, Schlittschuhlaufen und Rugby) und in der Lage, es mit allen aufzunehmen. Trotzdem schreibt sie in der Schule immer nur  'Vier oder Fünf Minusse'  und erkennt lange nicht, dass Snoopy ein Hund ist, bis ihre Freundin Marcie sie direkt darauf hinweist.

Außerdem ist sie in Charlie Brown verliebt und redet ihn mit dem Kosenamen Chuck an, der in den deutschen Comicstrips und Filmen mit Schatz übersetzt wurde.
Sie hat eine enge Beziehung zu ihrem Vater.
Auch wenn es nie direkt gesagt wird, scheint sie Halbwaise zu sein.
In einem Comic sagt sie eher beiläufig zu ihrer besten Freundin Marcie: „Ich habe keine Mutter, Marcie.“ Marcie nennt sie meist nur „Sir“ (= „mein Herr“).
Peppermint Patty hat es aufgegeben, Marcie darauf hinzuweisen, dass sie kein „Herr“ ist („Nenn mich nicht immer ‚mein Herr‘!“).
Peppermint Patty schläft in der Schule ständig ein, da sie an Narkolepsie leidet.
Sie besuchte einmal ein Zentrum für Schlafstörungen, wo seltsamerweise nichts gefunden wird. Bei ihren wenigen Erfolgserlebnissen, die meist durch Zufall entstehen, neigt sie zur Überheblichkeit und Selbstgefälligkeit.
Patty trägt auch im Winter Sandalen (bzw. Badelatschen), obwohl sie dann eine Jacke und längere Hosen trägt.
Im Sommer trägt sie so gut wie immer dunkelblaue Shorts, grünes Poloshirt (mit Nadelstreifen) und besagte Badeschuhe.

### Marcie
Marcie ist die beste Freundin von Peppermint Patty und Mitglied ihres Baseballteams. Trotzdem konkurrieren die beiden um Charlie Brown, der von dieser Situation gar nichts mitbekommt.
Marcie ist im Gegensatz zu ihrer Freundin ruhig, gut in der Schule und teilt auch nicht deren breites Interesse für Sport, lässt sich aber aus Loyalität sogar zur Teilnahme an einem Zehnkampfwettbewerb überreden, den sie sogar gewinnt. Marcie scheut sich auch nicht, Peppermint Patty anzurufen, um sie an ihre Hausaufgaben zu erinnern. Kennengelernt haben sie sich in einem Ferienlager; seitdem wird Peppermint Patty von Marcie „Sir“ genannt und gesiezt. In der Comicfassung allerdings duzt Marcie Patty und nennt sie nicht „Sir“, sondern „Chef“, was Patty wohl besser passt. In Snoopys Visionen des Piloten aus dem Ersten Weltkrieg ist sie die französische Kellnerin im Café, die ihm Malzbier (im Original Root-beer) serviert.

### Franklin
Schulz zeichnete Franklin 1968 das erste Mal und fügte damit einen afroamerikanischen Jungen in die Gruppe ein.
Im ersten Strip mit Franklin traf dieser sich mit Charlie Brown am Strand.
Sein Vater war zum Zeitpunkt der Einführung in Vietnam stationiert.
Als Franklin dies Charlie Brown erzählte, sagte dieser: „Mein Vater ist Friseur. Er war auch im Krieg, aber ich weiß nicht in welchem“.
Franklin hat ähnliche Interessen wie Linus; beide interessieren sich für das Alte Testament und zitieren häufig daraus.

### Weitere Figuren

Die Peanuts als Butterschnitzerei auf der Iowa State Fair (2002)

- Charlotte Braun (ein jederzeit laut sprechendes Mädchen, das 1954 eingeführt wurde und nach wenigen Strips wieder verschwand)
- Pig Pen (von engl. pigpen „Schweinestall“ – Ein extrem schmutziger Junge, der immer von einer Staubwolke umgeben ist und als Dreckmagnet bezeichnet wird)
- Snoopys Geschwister (in der amerikanischen Originalversion): Spike, Andy, Belle, Marbles, Molly, Olaf und Rover. (In der deutschen Version haben sie zum Teil andere Namen, Marbles heißt zum Beispiel Tupfen); vor allem Spike hatte mehrfache Auftritte, in denen ihm etwa der Zugang zu einem Golfclub verwehrt wird („No Spikes“)
- Violet (versnobtes Mädchen aus der Nachbarschaft, eine der Hauptpersonen der frühen Jahre, Freundin von Patty, groß und mit Pferdeschwanz, ab den 1960er Jahren nur noch eine Nebenfigur)
- Patty (tritt bereits im allerersten Comic auf, Freundin von Violet, mütterlich und ordentlich, blond und stets mit Haarschleife, ab den 1960er Jahren nur noch eine Nebenfigur)
- Eudora (sonderbare, stets perplexe Freundin von Sally)
- Das kleine rothaarige Mädchen (Charlie Browns unerreichbarer und – außer in zwei TV-Specials und im 3D-Kinofilm, in denen sie den Namen Heather trägt – nie sichtbarer Schwarm)
- Molly Volley (Tennispartnerin von Snoopy)
- Fräulein Othmar (nie zu sehende Lehrerin von Linus)
- 5 (vollständiger Name: 555 „5“ 94572 (Postleitzahl von Schulz’ Heimatstadt Sebastopol), ein Junge aus der Nachbarschaft) und dessen Schwestern 3 und 4.
- Frieda (bildet sich viel auf ihr naturlockiges Haar ein und versucht gerne, Snoopy zur Kaninchenjagd zu zwingen)
- Shermy (Charlie Browns Freund in den frühen Comics, weitgehend ohne ausgeprägte Charaktereigenschaften, verschwand bereits ab Ende der 1950er Jahre)
- Roy (Junge ohne besondere Charaktereigenschaften, hat schwarzes Haar und eine rechteckförmige Mütze auf)
- Zweiter Weltkrieg (die nie zu sehende Katze von nebenan)
- Aus-Andy (ein Tennisspieler, der meint, jeder Schlag, der ihm nicht gefällt, sei ein „Aus“)
- Quengel-Lilly bzw.  „Heulsuse“ Patzer (Tennisspielerin, die andauernd herumjammert, und Tennispartnerin von Aus-Andy)
- Lila (war vor Charlie Brown die Besitzerin von Snoopy)

## Handlungsort
Die Serie spielt überwiegend in einem typischen amerikanischen Vorort im nördlichen Mittelwesten der USA.
Die Hauptpersonen wohnen in typischen, holzverkleideten Bungalows, die entweder an einer Straße oder einem Fußweg liegen.
Wichtige weitere Orte sind das Baseballfeld, auf dem Charlie Brown und seine Mannschaft trainieren, und eine Vorortschule, die alle Peanuts-Kinder besuchen.
Viele Szenen spielen auch in einem Ortszentrum, das fast ausschließlich aus älteren Backsteingebäuden besteht.
Obwohl in der Serie nie beschrieben wird, in welcher Stadt oder Region die Peanuts leben, sprechen das gezeigte Klima und die geografischen Gegebenheiten, die Architektur der örtlichen Gebäude, der internationale Flughafen am Anfang des Filmes Gute Reise, Charlie Brown sowie der Aufenthalt im Ferienlager in Der Sommer war sehr kurz eindeutig für einen Handlungsort im nördlichen Minnesota, wo Schulz selbst die längste Zeit seiner Kindheit in einer ähnlichen Vorstadt verbrachte. Die Peanuts erinnern an ein Amerika der 1950er Jahre, in dem Typen wie Charlie Brown, Snoopy und die anderen Li'l Folks mit ihrer Großzügigkeit, ihren Schwächen und ihrem Optimismus groß werden konnten.

## Fernsehserien
- 1983–1985: Die Charlie Brown und Snoopy Show (The Charlie Brown and Snoopy Show), 18 Episoden
- 1988–1989: Das ist Amerika, Charlie Brown (This Is America, Charlie Brown), 8 Episoden
- 2014–2016 (Deutsche Fassungen auf DVD 2016–2017): Peanuts by Schulz (Drehbuch: Nicolas Gallet und Olivier Jean-Marie; Produktion: Alexis Lavillat), 104 Episoden[11]

## Fernsehfilme
Neben der Fernsehserie „Die Charlie Brown und Snoopy Show“, die auf veröffentlichten Strips beruht, wurden eine Reihe von eigenständigen halbstündigen Geschichten für das Fernsehen gedreht:
- Die Peanuts – Fröhliche Weihnachten (A Charlie Brown Christmas, 1965)
- Die Mannschaft braucht Dich (Charlie Brown’s All-Stars, 1966)
- Der große Kürbis (It’s the Great Pumpkin, Charlie Brown, 1966)
- Liebe tut weh (You’re in Love, Charlie Brown, 1967)
- Snoopy hat Sorgen (He’s Your Dog, Charlie Brown, 1968)
- Der Sommer war sehr kurz, Charlie Brown (It Was a Short Summer, Charlie Brown, 1969)
- Ich mag dich sehr (Play It Again, Charlie Brown, 1971)
- Du bist auserwählt, Charlie Brown (You’re (Not) Elected, Charlie Brown, 1972)
- Keine Zeit für die Liebe (There’s No Time for Love, Charlie Brown, 1973)
- Erntedankfest (A Charlie Brown Thanksgiving, 1973)
- Wer hat das Nest geklaut (It’s a Mystery, Charlie Brown, 1974)
- Es ist doch der Osterbeagle (It’s the Easter Beagle, Charlie Brown, 1974)
- Ich schwärme für Dich (Be My Valentine, Charlie Brown, 1975)
- Du bist ein prima Sportsmann (You’re a Good Sport, Charlie Brown, 1975)
- Wir haben Baumpflanztag (It’s Arbor Day, Charlie Brown, 1976)
- Dein allererster Kuss (It’s Your First Kiss, Charlie Brown, 1977)
- Snoopys Albtraum (What a Nightmare, Charlie Brown, 1978)
- Du bist der Größte (You’re the Greatest, Charlie Brown, 1979)
- Sie ist eine Sportskanone (She’s a Good Skate, Charlie Brown, 1980)
- Das Leben ist ein Zirkus, Charlie Brown (Life Is a Circus, Charlie Brown, 1980)
- Alles fauler Zauber (It’s Magic, Charlie Brown, 1981)
- Nur Geduld (Someday You’ll Find Her, Charlie Brown, 1981)
- Abschied von Freunden (Is This Goodbye, Charlie Brown?, 1983)
- Was haben wir gelernt, Charlie Brown? (What Have We Learned, Charlie Brown?, 1983)
- Der Disco-Beagle (It’s Flashbeagle, Charlie Brown?, 1984)
- Zeit zum Heiraten, Snoopy! (Snoopy’s Getting Married, Charlie Brown, 1985)
- Prost Neujahr, Charlie Brown! (Happy New Year, Charlie Brown!, 1986)
- Der große Kampf der kleinen Janice (Why, Charlie Brown, Why?, 1990)
- Snoopy’s Familientreffen (Snoopy’s Reunion, 1991)
- Das wird Dein erster Sieg, Charlie Brown (It’s Spring Training, Charlie Brown, 1992)
- Alle Jahre wieder, Charlie Brown (It’s Christmastime Again, Charlie Brown, 1992)
- Träumst du vom Endspiel, Charlie Brown? (You’re in the Super Bowl, Charlie Brown, 1993)
- It Was My Best Birthday Ever, Charlie Brown, 1997
- Good Grief, Charlie Brown: A Tribute to Charles Schulz, 2000
- Here’s to You, Charlie Brown: 50 Great Years, 2000
- It’s the Pied Piper, Charlie Brown, 2000
- The Making of „A Charlie Brown Christmas“, 2001
- A Charlie Brown Valentine, 2002
- Charlie Brown’s Christmas Tales, 2002
- I Want a Dog for Christmas, Charlie Brown, 2003
- Lucy Must Be Traded, Charlie Brown, 2003
- He’s a Bully, Charlie Brown, 2006
- Glück ist eine wärmende Decke, Charlie Brown (Happiness Is a Warm Blanket, Charlie Brown, 2011)[12]
- Snoopy präsentiert: Mit Lucy ins neue Jahr (Snoopy Presents: For Auld Lang Syne, 2021)
- Snoopy präsentiert: Willkommen zu Hause, Franklin (Snoopy Presents: Welcome Home, Franklin, 2024)

## Kinofilme
Der erste Film, in dem Charlie Brown einen regionalen Buchstabierwettbewerb gewinnt und zur nationalen Endausscheidung nach New York geht, entstand 1969.
- Charlie Brown und seine Freunde (A Boy Named Charlie Brown, 1969)
- Snoopy (Snoopy, Come Home, 1972)
- Lauf um Dein Leben, Charlie Brown! (Race For Your Life, Charlie Brown, 1977)
- Gute Reise, Charlie Brown  (Bon Voyage, Charlie Brown (And Don't Come Back!), 1980)
- Die Peanuts – Der Film (The Peanuts Movie), erster computeranimierter Peanuts-Kinofilm (2015)

## Musik
- Die berühmt gewordene Filmmusik für zahlreiche (aber nicht alle) TV-Episoden hat der amerikanische Jazz-Pianist Vince Guaraldi komponiert und mit seinem Trio eingespielt.
- Zum 40. „Geburtstag“ von Charlie Brown und dem 25. Jubiläum der TV-Specials erschien 1989 das Album Happy Anniversary Charlie Brown, auf dem viele der Stücke von Jazz & Blues-Größen wie zum Beispiel B. B. King, Joe Williams, Kenny G, Dave Brubeck oder Chick Corea neu interpretiert wurden.
- Die Emo-Rockband The Van Pelt benannte sich nach Lucy und Linus van Pelt.
- Das Rock-’n’-Roll-Lied „Charlie Brown“ der US-amerikanischen Rhythm-and-Blues-Band The Coasters von 1958 steht in keinerlei Verbindung zu den Peanuts. Die Comicserie und ihre Hauptperson Charlie Brown waren zu dieser Zeit, 10 Jahre nach ihrer Schöpfung, noch relativ unbekannt.

## Trivia
- Im Rahmen des Hilfsprogramms ConTribute für Luftfahrt ohne Grenzen / Wings of Help e. V. wurde am 27. August 2010 eine Boeing 767 der Fluglinie Condor auf den Namen Charlie Brown getauft. Sie trägt eine Sonderlackierung mit den Abbildungen diverser Peanuts-Figuren. Taufpatin war Nia Künzer.[13]
- In einer Episode der Serie King of Queens behauptet Arthur Spooner, Charlie Brown sei nach seinem Ebenbild geschaffen worden und Snoopy sei von seinem eigenen Namen Spooner abstrahiert worden.
- Bei der Apollo-10-Mission wurden die Rufnamen Charlie Brown für die Kommandokapsel und Snoopy für die Mondlandefähre verwendet.
- Der Fernsehfilm Fröhliche Weihnachten von 1965 wurde, aufgrund einer darin enthaltenen Szene zwischen Lucy und ihren Freunden Linus und Charlie Brown, zum Teil für das Ende des Alu-Hypes in Amerika verantwortlich gemacht.[14]
- Zu Thanksgiving am 25. November 2009 wurde von der Suchmaschine Google ein Doodle veröffentlicht, in welchem Snoopy mit Woodstock verewigt worden sind.[15]